# L'italiano balla
L'italiano balla è un singolo del rapper italiano Fabri Fibra e del gruppo musicale italiano Crookers, pubblicato il 29 giugno 2012 dalla Universal Music Group.
Una versione estesa del singolo è stata pubblicata il 1º luglio.

## Descrizione
Parte dei proventi del singolo è stata devoluta al progetto Ancora in Piedi - Hip Hop 4 Emilia, impegnato per la ricostruzione di due scuole di Sant'Agostino (Ferrara), distrutte o rese inagibili dai terremoto dell'Emilia del 2012.
Il lancio della canzone è stato accompagnato da una campagna sui social network che ha trasformato il singolo nel centro di un'operazione virale che ha spinto i fan a partecipare postando su YouTube i propri video dove "ballano male" sulle note del brano. L'artista ha poi lanciato il mini-sito www.ioballomale.com per raccogliere i migliori video spediti dagli utenti.

## Video musicale
Il video, per la regia di Rino Stefano Tagliaferro, è stato pubblicato il 2 luglio 2012 sul canale YouTube di Fabri Fibra. È stato girato il 25 e il 26 giugno tra Rimini, Riccione, i Lidi di Comacchio (FE), Piacenza e Domodossola e mostra varie comparse ballare per strada, contorcendosi spesso in movimenti buffi, ispirati al ritornello l'italiano balla male. Fabri Fibra ha spiegato che in ogni caso si tratta anche di un'ironica metafora riferita all'Italia, che "non mantiene il passo" ai tempi degli altri stati.

## Tracce
1. L'italiano balla – 3:50

## Classifiche
| Classifica (2012) | Posizione massima |
| ----------------- | ----------------- |
| Italia            | 28                |